# Голокожи
Голокожи (лат. Cheiromeles) — род рукокрылых из подсемейства Molossinae семейства бульдоговых летучих мышей. По классификации И. Я. Павлинова относится к монотипической трибе Cheiromelini Legendre, 1984, которая некоторыми учёными принимается в ранге подсемейства Cheiromelinae. Представители рода являются одними из немногих млекопитающих, утративших волосяной покров. Распространены на Малакке, Больших Зондских островах и Филиппинах.
Включает два вида:
- Cheiromeles torquatus Horsfield, 1824 — голокожtypus
- Cheiromeles parvidens Miller & Hollister, 1921